# Vojaški vikariat Slovenske vojske

Vojaški vikariat Slovenske vojske je osrednja ustanova Slovenske vojske, ki skrbi za izvajanje duhovne oskrbe pripadnikov Slovenske vojske.
Trenutni vojaški vikar je Matej Jakopič.

## Predstavitev
Vojaški vikariat redno zagotavlja duhovno oskrbo pripadnikom Slovenske vojske (SV) ter njihovim družinskim članom in s tem omogoča življenje pripadnikom SV, skladno s temeljnimi človekovimi pravicami – pravico do življenja v skladu z vestjo, prepričanjem ali vero in možnostjo izpovedovanja vere zasebno in javno, individualno ter skupaj z drugimi. V letu 2014 je v sklopu vojaškega vikariata delovalo 11 oseb ( 5 vojaških kaplanov in 6 pastoralnih asistentov).

## Podlage v Zakoniku cerkvenega prava
V skladu z Zakonikom cerkvenega prava (Codex Iuris Canonici) ustanovitev vojaškega vikariata temelji na kan. 569, ki določa, da morajo biti za vojaško osebje imenovani kaplani, ki skrbijo za duhovno oskrbo.
V praksi se vojaški vikariat lahko oblikuje kot osebna župnija ali personalna cerkvena ustanova (kan. 518).
V Sloveniji je vojaški vikariat organizacijska enota pri Generalštabu SV, vendar deluje v skladu z določili cerkvenega prava.

## Zgodovina
Vikariat je bil ustanovljen 21. septembra 2000, ko sta Slovenska škofovska konferenca in Vlada Republike Slovenije podpisali sporazum o duhovni oskrbi vojaških oseb Slovenske vojske. Oktobra 2000 je isti sporazum podpisala še Evangeličanska cerkev v Sloveniji. Vikariat je začel operativno delovati v prvi polovici leta 2001. Danes tako v vojaškem vikariatu delujejo le duhovniki Rimskokatoliške in evangeličanske cerkve. Načrtovana je vključitev tudi drugih verskih skupnosti, predvsem pravoslavne in muslimanske.
Delo Vojaškega vikariata na področju duhovne oskrbe sega v čas osamosvojitvene vojne. V sestavo Teritorialne obrambe je bil vpoklican tudi takratni ljubljanski stolni kaplan Jože Plut. Štiri projektne skupine so pripravljale pravne in praktične podlage za začetek rednega zagotavljanja duhovne oskrbe v Slovenski vojski. Na podlagi Ustave Republike Slovenije in mednarodno sprejetih splošnih človekovih pravic sta bila podpisana sporazuma med Vlado Republike Slovenije in Slovensko škofovsko konferenco za Rimskokatoliško cerkev ter posebej z Evangeličansko cerkvijo. Urejata gmotno oskrbo in kadre. Tako kot v vojskah zahodnih držav in članicah Nata je bila tudi na Slovenskem sprejeta odločitev, da je treba vojaku ponuditi oporo na vseh področjih njegovega življenja. Uvedba redne duhovne oskrbe je dobila pravno podlago tudi v Zakonu o obrambi, Zakonu o službi v Slovenski vojski in v Pravilih službe..
Do danes je vikariat izdal Sveto pismo, molitvenik in več drugih publikacij.

## Naloge
Naloge Vojaškega vikariata so:
- pripadnikom Slovenske vojske in njihovim družinskim članom – ne glede na njihovo vero ali svetovni nazor – zagotavljati doma, v času vojaških vaj v Sloveniji in tujini, na mednarodnih operacijah in v poveljstvih zavezništva duhovno oskrbo, če to želijo
- zagotavljati možnost za pogovor, nasvet ali spoved
- svetovati poveljujočim glede verskih, religijskih in moralnih vprašanj
- skrbeti za človekovo dostojanstvo v času življenja, umiranja in po smrti
- organizirati duhovna, kulturna, verska in družabna srečanja ter romanja pripadnikov Slovenske vojske ter njihovih družinskih članov doma in v tujini
- zagotavljati zakramentalno podporo pripadnikom Slovenske vojske ter njihovim družinskim članom, če to želijo
- sodelovati z lokalnimi verskimi skupnostmi in ustanovami civilne družbe (vključno z veterani in svojci padlih v vojni za Slovenijo) doma in v mednarodnih operacijah, na misijah ter na področju duhovne oskrbe sodeluje tudi v mednarodnem okolju
- sodelovati pri drugih projektih s področja skrbi za pripadnike Slovenske vojske in njihove družinske člane.